# Justin Williams (Radsportler)
Justin Williams (* 26. Mai 1989 in Los Angeles) ist ein US-amerikanisch-belizischer Bahn- und Straßenradrennfahrer.

## Karriere
Justin Williams wurde 2005 Zweiter bei der US-amerikanischen Bahnradmeisterschaft in Trexlertown im 500-m-Zeitfahren der Jugendklasse. 2006 wurde er Zweiter beim Martin Luther King Classic. Von 2008 bis 2009 fuhr Williams für das US-amerikanische Continental Team Rock Racing. In seinem ersten Jahr dort gewann er jeweils eine Etappe beim Valley of the Sun Stage Race und bei West Indies versus the World. Bei der nationalen Straßenradmeisterschaft in Kalifornien wurde Williams U23-Meister im Kriterium. 2018 wurde er US-amerikanischer Straßenmeister der Amateure. 2018 und 2019 nationaler Kriteriumsmeister. Gemeinsam mit seinem Bruder Corey gründete er das eigene Team Legion, das auf Kriterien spezialisiert ist.
Seit Juni 2021 fährt Williams bei der UCI unter einer belizischen Lizenz; seine Eltern stammen aus Belize, weshalb er auch die dortige Staatsangehörigkeit besitzt. Einen Monat später wurde er nationaler Meister im Straßenrennen.

## Erfolge
2008
- US-amerikanischer Meister – Kriterium (U23)

2009
- US-amerikanischer Meister – Mannschaftsverfolgung (mit Julian Kyer, Ian Moir und Taylor Phinney)

2018
- US-amerikanischer Straßenmeister (Amateure)
- US-amerikanischer Meister – Kriterium (Amateure)[3]

2019
- US-amerikanischer Meister – Kriterium (Amateure)[4]

2021
- Belizischer Meister – Straßenrennen[2]